# Plakát

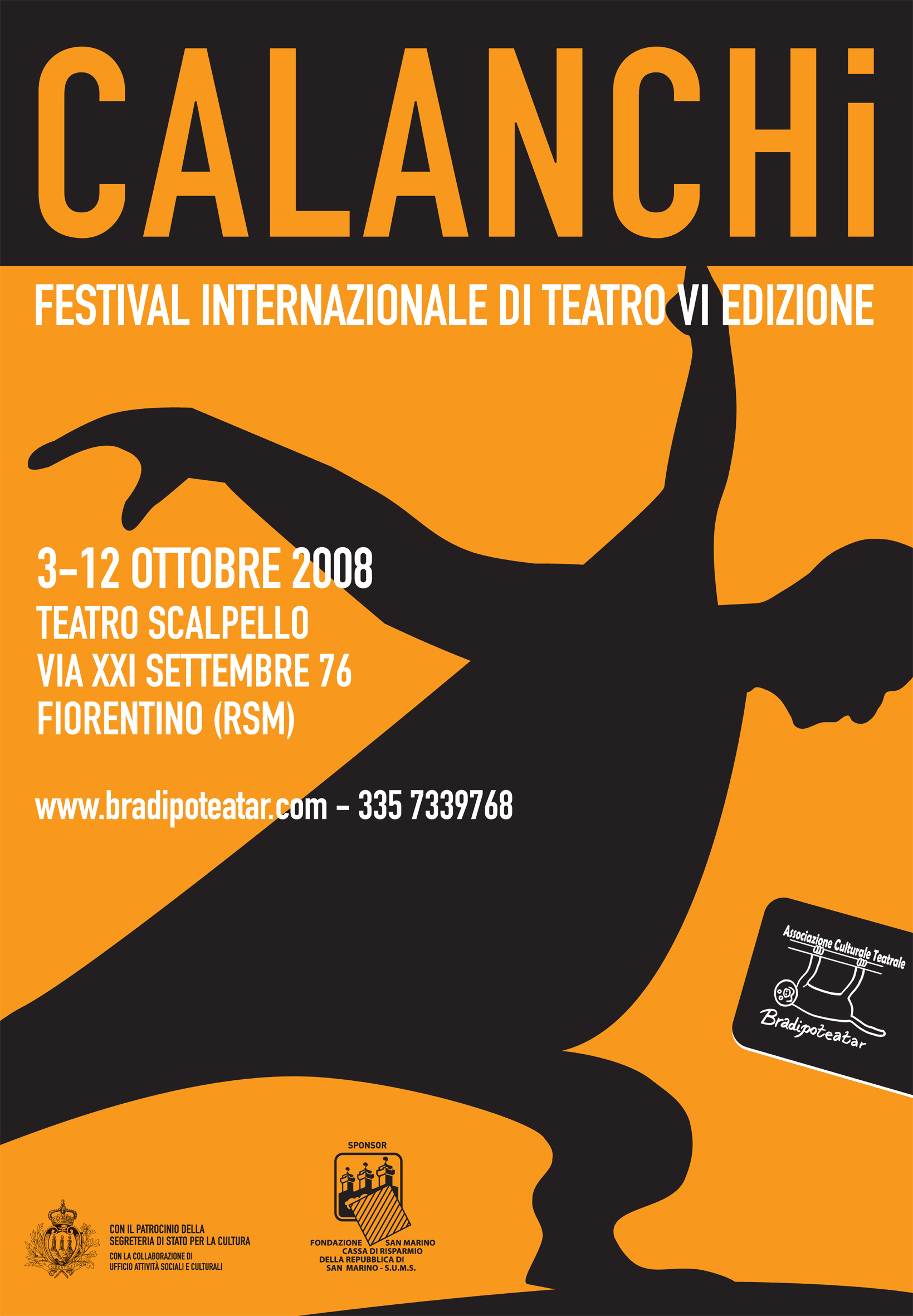
A 2008-as Calanchi nemzetközi színházfesztivál plakátja

A plakát nagyméretű, nyomdailag sokszorosított kültéri hirdetmény, amely grafikai és tipográfiai elemek felhasználásával készül. A vizuális kommunikáció klasszikus formája. Témájuk szerint a legfontosabbak a kereskedelmi, a politikai és a kulturális plakátok. A nagyméretű plakátokat poszternek nevezik, illetve ezzel a szóval jelölik a művészeti alkotások sokszorosító eljárással készült nagyméretű reprodukcióit is, amelyek lakások vagy más helyiségek falának díszítésére szolgálnak.
Napjainkban a plakátokat ofszetnyomtatással készítik, a gyártás sebessége az előkészítési technológiának köszönhetően pár órára rövidült. A mai korszerű nyomdák nemcsak az előkészítés és a nyomtatás sebességét tudták jelentősen növelni, hanem pl. az árajánlatok elkészítését is online végezhetjük.

## A plakátművészet története

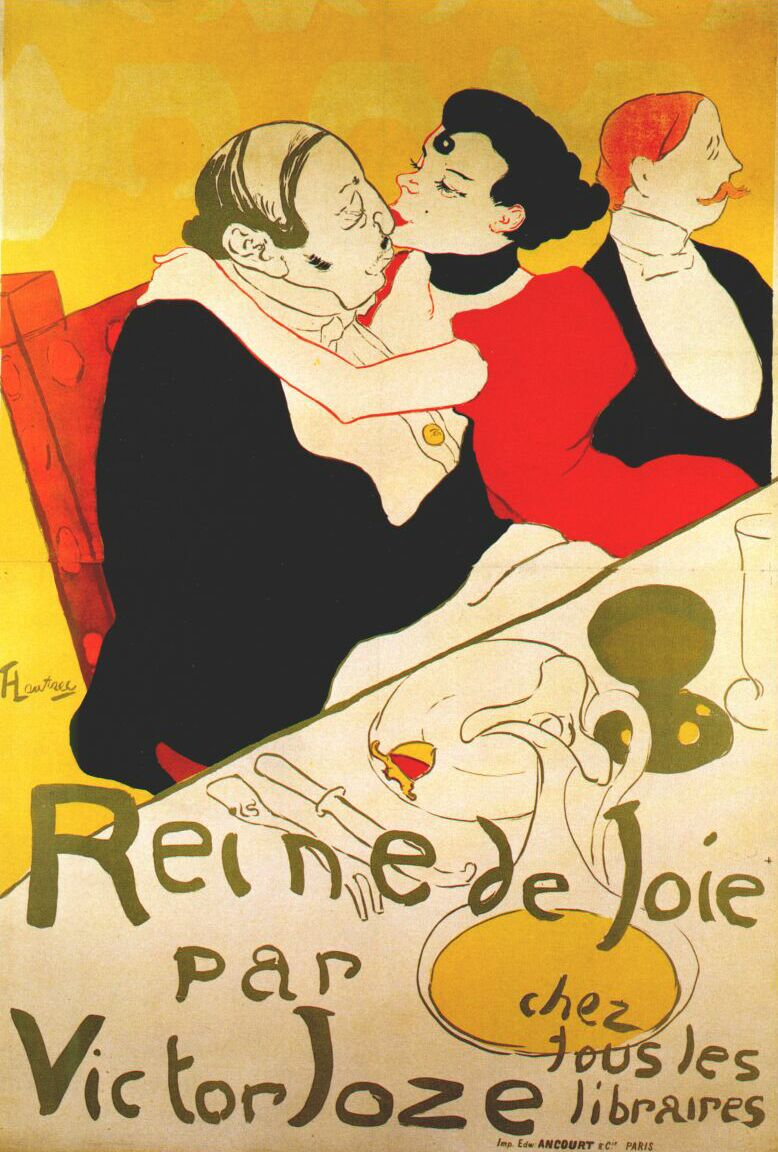
Henri de Toulouse-Lautrec plakátja (1892)

A plakát a polgári fejlődés terméke, a nagyvárosi életforma része. A 19. század második felében terjedt el, amikor a nyomdatechnika alkalmassá vált nagy mennyiségű és nagyméretű falragaszok előállítására. Elsősorban litográfiával sokszorosítottak, ez volt a legolcsóbb és legegyszerűbb eljárás.
Kezdetben az akadémizmus szellemében művelték, de hamar kialakult a plakátművészet önálló kifejezésmódja. A plakátművészet modern szellemben való művelésének első klasszikus művelője Henri de Toulouse-Lautrec volt. Egyszerű formanyelvet hozott létre a szecesszió stílusától nem mentesen. A szecessziós plakát legnagyobb mestere Alfons Mucha volt. Kavargó indáival és szépséges nőalakjaival nagy népszerűségre tett szert.

### Jelentős plakátművészek
- Paul Berthon (1872–1909)
- Firmin Bouisset (1859–1925)
- Roger Broders (1883–1957)
- Leonetto Cappiello (1875–1942)
- Jean Carlu (1900–1997)
- Adolphe Mouron Cassandre (1901–1968)
- Jules Chéret (1836–1932)
- Paul Colin (1892–1985)
- André François (1915–2005)
- Jean Gabriel Domergue (1889–1962)
- Charles Gesmar (1900–1928)
- Eugène Grasset (1845–1917)
- Jules-Alexandre Grun (1868–1934)
- Privat Livemont (1861–1936)
- Alfons Mucha (1860–1939)
- Jean de Paleologue (1860–1942)
- Théophile Steinlen (1859–1923)
- Henri de Toulouse-Lautrec (1864–1901)

## A magyar plakátművészet története

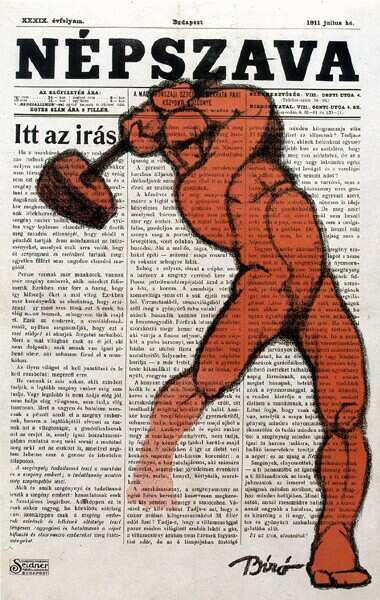
Bíró Mihály híres 1911-es Népszava-plakátja, a „Kalapácsos munkás”

A magyar plakáttörténet első darabjaként Benczúr Gyulának az 1885-ös Országos Kiállításra készített falragaszát tartják számon. A honfoglalás jubileumát köszöntő millenniumi ünnepséghez kapcsolódva már egyre több plakát tűnt fel Budapesten is, és a századfordulón a fővárosi utcaképnek már szerves része volt a nagyméretű színes, litografált plakát. Eleinte festőművészek reklámozták a tárlataikat: Ferenczy Károly a nagybányai festők közös kiállítását (1897), Fényes Adolf az 1900-as Téli Kiállítást, Rippl-Rónai József az 1903-as Tavaszi Kiállítást, majd megjelentek a kereskedelmi plakátok, amelyeket már „igazi” plakátgrafikusok terveztek. Faragó Géza Párizsban, Alfons Muchától tanulta a mesterséget, Bíró Mihály pedig berlini és párizsi tanulmányok után, a The Studio plakátversenyét megnyerve Londonból tért haza. Az ő érdemük volt az európai plakátnyelv hazai megismertetése.

### Magyar plakáttervezők
- Árendás József
- Balogh István (1924–2016)
- Baráth Ferenc
- Berény Róbert (1887–1954)
- Bíró Mihály (1886–1948)
- Bortnyik Sándor (1893–1976)
- Csemiczky Tihamér
- Darvas Árpád (1927–2015)
- Ernyei Sándor
- Faragó Géza
- Görög Lajos
- Irsai István
- Káldor László (1905-1963)
- Kemény György
- Konecsni György (1908–1970)
- Máté András
- Molnár Kálmán
- Oláh György
- Orosz István
- Palotai Gábor
- Papp Gábor
- Pócs Péter
- Reich Károly
- Ifj. Richter Aladár
- Sátori Lipót (1899–1943)
- Schmal Károly